# Erica Leerhsen
Erica Lei Leerhsen, plus connue sous le nom de Erica Leerhsen, née le 14 février 1976 à Ossining dans le quartier de New York, aux États-Unis, est une actrice américaine.
Elle fait ses débuts au cinéma en 2000, à vingt-quatre ans, avec le film d'horreur Blair Witch 2 : Le Livre des ombres puis accède à une notoriété un peu plus importante en 2001, lors de la diffusion de la série Le Protecteur dans lequel elle joue le rôle d'Amanda Bowles au côté de Simon Baker, rôle qu'elle tient durant les treize épisodes de la première saison. En parallèle, elle parvient à travailler à deux reprises avec le réalisateur Woody Allen, notamment pour les films Hollywood Ending et Anything Else.
Erica Leerhsen obtient le statut de Scream Queen, notamment grâce à ses rôles dans Massacre à la tronçonneuse en 2003 et Détour mortel 2 en 2007, rôles pour lesquels elle reste principalement connue, ainsi que Lonely Joe et The Butterfly Room. Après une nouvelle collaboration avec Woody Allen pour Magic in the Moonlight en 2014, l'actrice se retire de la scène médiatique.

## Biographie
Erica Lei Leerhsen naît le 14 février 1976 à Ossining, dans l'état de New York. Elle est l'enfant aînée de Charles James Leerhsen, éditeur de longue date pour le magazine américain Us Weekly, et de Barbara Anne Lavery-Leerhsen. Elle possède deux sœurs cadettes, Debbie et Nora, et est d'origine allemande et irlandaise,,.
Erica Leerhsen étudie notamment au St. Augustine's School, à la Ossining High School, ou elle intègre une chorale, ainsi qu'au Boston University College of Fine Arts dont elle ressort diplômée en 1998. La même année, elle gagne un baccalauréat en beaux-arts, un diplôme obtenu à la suite d'une formation dans le domaine des arts et de l'audiovisuel. Durant ses années d'études, Leerhsen devient amie avec Emily Deschanel,,,.
En février 2007, Erica Leerhsen se marie avec le cycliste professionnel Antony Galvan mais ils divorcent en 2008. Elle vit aujourd'hui à Los Angeles avec son mari Davis Wilson, qu'elle épouse le 29 juin 2012,.

## Carrière

### Découverte (2000-2002)
Erica Leerhsen commence sa carrière d'actrice en jouant dans le court-métrage Junior Creative qui obtient des critiques relativement positives avant qu'elle n'obtienne son premier rôle important dans le film d'horreur Blair Witch 2 : Le Livre des ombres, la suite controversée du film Le Projet Blair Witch. Elle auditionne tout d'abord pour le rôle de Kim Diamond, interprétée finalement par Kim Director. Lors du casting, Erica Leerhsen se présente avec des cheveux blonds et courts, qualifiée de « complètement gothique » par le réalisateur Joe Berlinger. Elle obtient finalement le rôle d'Erica Geerson et apprend la nouvelle le jour de la saint-Valentin (soit le jour de son anniversaire) puis apparaît dans le film avec des cheveux longs et rouges, à la demande du réalisateur. Lors de son avant-première, le film reçoit de très mauvaises critiques mais réunis 26,4 millions de dollars sur le sol nord-américain et plus de 47,7 millions à travers le monde. Cette première apparition permet à Leerhsen d'être un peu plus remarquée, notamment pour des apparitions à la télévision,,,,,.
Après la sortie de Blair Witch 2, Leerhsen apparaît en 2001 en tant que guest-star dans la troisième saison des Soprano où elle joue une instructrice de tennis lesbienne qui tombe amoureuse du personnage de Drea de Matteo. La même année, l'actrice décroche un rôle principal dans la série Le Protecteur au côté de Simon Baker, celui d'Amanda Bowles, une associée ambitieuse mais attentionnée, qui quitte le milieu de la première saison. Toujours en 2001, l'actrice est placée à la 96e place dans la liste Hot 100 du magazine Maxim,.
En 2002, Erica Leerhsen joue pour la première fois sous la direction de Woody Allen dans Hollywood Ending et interprète un rôle secondaire. Diffusé au Festival de Cannes, le film est tièdement accueilli par la critique tandis qu'ils obtient des faibles recettes s'élevant à 14,5 millions de dollars,,.

### Reconnaissance (2003-2007)

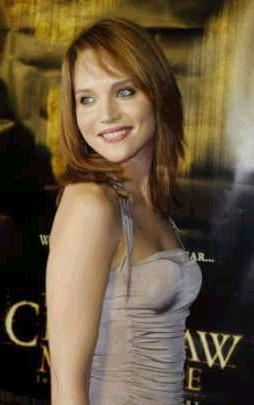
Erica Leerhsen à l'avant-première de Massacre à la tronçonneuse le 15 octobre 2003.

En 2003, Woody Allen refait appel à l'actrice pour son tout nouveau film, la comédie romantique Anything Else, avec Christina Ricci, Jason Biggs, Stockard Channing, Danny DeVito et Jimmy Fallon. En octobre 2003, Erica Leerhsen apparaît dans l'un des rôles principaux du film d'horreur Massacre à la tronçonneuse, un remake américain du film d'horreur culte du même nom, réalisé par Marcus Nispel. Alors qu'elle passe l'audition dans des bureaux pour le rôle de Pepper Harrington, l'une des adolescentes pourchassées par le tueur Leatherface / Thomas Hewitt, Marcus Nispel demande à l'actrice de crier le plus fort possible ce qui pousse les autres occupants des bureaux à proximités à appeler la police pour déclarer qu'une femme est attaquée. À sa sortie, le film obtient des critiques mitigées mais devient un grand succès du box-office et ce, dès son premier week-end d'ouverture, devenant le premier film du week-end. Avec plus de 80 millions de dollars récoltés rien que dans son pays d'origine, Massacre à la tronçonneuse devient le cinquième plus grand succès dans la catégorie des slashers de tous les temps jusqu'en octobre 2018. La jeune femme joue également dans le neuvième épisode de la saison 3 d'Alias, diffusé à la télévision américaine le 30 novembre,,,,.
En 2005, Leerhsen joue au côté de Michael Peña dans la comédie dramatique indépendante Little Athens, diffusée au Festival international du film de Toronto et directement distribuée en DVD accompagnée de critiques mitigées. Tandis que Variety remarque que Leerhsen et sa co-star Jill Ritchie sont « coincées avec des personnages féminins au design étroit et profondément déplaisant », la performance d'Erica Leerhsen est appréciée par Mark Bell de Film Threat qui déclare dans sa critique que l'actrice « prouve que le film Blair Witch 2 était autant un échec pour son talent d'actrice que le film l'était dans la conscience de la culture populaire. Son interaction avec Rachel Miner est vraie dans la façon dont les amitiés des petites villes sont vraiment : simples en apparence, mais construites sur des sangles et une histoire si complexes que chaque nuance, déclaration ou situation doit être pesée et étudiée. »,
Leerhsen apparaît en 2005 dans un épisode de la série Ghost Whisperer à l'occasion d'une apparition en tant qu'invitée puis dans la comédie romantique Crazy in Love dans lequel elle interprète le rôle de Bronwin. Ce film est distribué dans une série de salles de cinéma limitée. En 2006, l'actrice apparaît une nouvelle fois en tant que guest-star dans la série Les Experts : Miami,.
En 2007, Erica Leerhsen joue dans le film dramatique The Warrior Class dans lequel elle joue l'épouse toxicomane d'un chef de la mafia interpréter par Jake Weber. Le film, tourné en 2004, sort directement en DVD le 6 février. Elle est ensuite l'héroïne du film d'horreur Détour mortel 2, réalisé par Joe Lynch aux côtés des acteurs Texas Battle et Henry Rollins. Contrairement au premier volet, cette suite sort directement en DVD et obtient de bonnes critiques de la part de la presse spécialisée. Les recettes des ventes des DVD s'élèvent à 9 millions de dollars et l'actrice reçoit les éloges des critiques pour son jeu. David Walker, critique pour DVD Talk, déclare que l'actrice se démarque et note qu'elle « donne une grande tournure à ce qui aurait facilement pu être une énième interprétation du personnage de Scream Queen. » Brian Collins de Bloody Disgusting déclare que Leerhsen « continue d'impressionner » et qu'elle « délivre une performance bien au-delà de ce qui est requis pour ce type de film »,,,,.

### Concentration sur les films indépendants (2008-2014)
Dans le téléfilm d'horreur Living Hell, Leerhsen interprète le rôle principal, Carrie Freeborn, une spécialiste des matières dangereuses. Le film, réalisé et écrit par Richard Jefferies, est diffusé pour la première fois sur Syfy le 23 février 2008 et est distribué en DVD le 10 juin aux Etats-Unis sous le titre Organizm.
En 2009, l'actrice joue une nouvelle fois dans un film d'horreur : le film indépendant Lonely Joe. Ce dernier sort sur les plateformes numériques et dans une sélection de salles limitées au cinéma. Pendant le tournage d'une de ses scènes, Leerhsen a failli être heurtée par un train après avoir basculé en l'avant en réalisant elle-même ses propres cascades. Elle tient malgré tout à refaire la scène juste après,,.
Pour l'année 2011, l'actrice tourne un court-métrage nommé First Dates qui explore la rencontre amoureuse de plusieurs personnes célibataires. Cette production est dévoilée pour la première fois à l'American Film Institute le 8 janvier. Cette même année et en 2012, Erica Leerhsen joue pour la télévision avec une apparition en tant qu'invitée dans les séries The Good Wife et Person of Interest le temps d'un épisode chacune. Elle joue peu après la voisine d'une vieille dame bipolaire et obsédée par les papillons, jouée par Barbara Steele, dans le film d'horreur américano-italien The Butterfly Room. Le film est dévoilé pour la première fois en 2012 et sort le 6 juin 2014 en Italie et le 11 avril 2014 dans un cinéma aux Etats-Unis,,.
L'actrice est ensuite dans la distribution du thriller Phobia, sorti en 2013. Le film dépeint l'histoire de Lesley Parker, interpréter par Leerhsen, une femme médecin du XIXe siècle qui se consacre à aider un groupe de personnes souffrant de leurs phobies qui se retrouvent mêlées à un mystère de meurtre entourant un patient qui pourrait être un vampire. Elle joue également dans un nouveau film d'horreur, Mischief Night, sorti en DVD et dans une sélection de salles limitées le 30 octobre 2013,,.
Durant l'année 2014, Leerhsen joue une nouvelle fois pour Woody Allen dans la comédie romantique Magic in the Moonlight dans lequel elle interprète le rôle de Caroline, membre d'une famille de riches américains sur la Côte d'Azur dans les années 1920. Avec Emma Stone, Jacki Weaver, Colin Firth et Marcia Gay Harden au casting, le film obtient des critiques mitigées à sa sortie. Ce film marque la quatrième collaboration entre Erica Leerhsen et Woody Allen qui l'encense pour ses capacités d'actrice : « chaque fois que je la caste, elle réalise un sans faute. Elle se présente, elle ne pose pas de questions, elle joue le personnage - je ne sais pas comment elle fait - et c’est toujours efficace,,. »

## Filmographie

### Cinéma
- 2000 : Blair Witch 2 : Le Livre des ombres (Book of Shadows: Blair Witch 2) de Joe Berlinger : Erica Geerson
- 2002 : Hollywood Ending de Woody Allen : Actrice
- 2003 : Anything Else : La Vie et tout le reste (Anything Else) de Woody Allen : Connie
- 2003 : Massacre à la tronçonneuse (The Texas Chainsaw Massacre) de Marcus Nispel : Pepper Harrington
- 2005 : Little Athens de Tom Zuber : Heather
- 2005 : Crazy in Love (Mozart and the Whale) de Petter Næss : Bronwin
- 2007 : The Warrior Class de Alan Hruska : Annie Sullivan
- 2007 : Détour mortel 2 (Wrong Turn 2: Dead End) de Joe Lynch : Nina Papas
- 2009 : Lonely Joe de Michael Coonce : Michele Connelly
- 2012 : The Butterfly Room de Jonathan Zarantonello : Claudia
- 2012 : The Message de Thomas P. Clay : Anna
- 2013 : Phobia de Jon Keeyes : Dr. Lesley Parker
- 2013 : Mischief Night de Richard Schenkman : Kim
- 2014 : Magic in the Moonlight de Woody Allen : Caroline

### Court-métrage
- 2000 : Junior Creative de Matt McIntosh : Sarah
- 2010 : First Dates de Sam Wasserman : Clara
- 2014 : Pacific Standart de Markus Redmond : Carla

### Série télévisée
- 2001 : Les Soprano (The Sopranos) : Birgit Olafsdottir (saison 3, épisode 1 - invitée)
- 2001 - 2002 : Le Protecteur (The Guardian) : Amanda Bowles (saison 1, 13 épisodes - principale)
- 2003 : Alias : Kaya (saison 3, épisode 9 - invitée)
- 2005 : Ghost Whisperer : Hope Paulson (saison 1, épisode 7 - invitée)
- 2006 : Les Experts : Miami (CSI: Miami) : Brenda Sanders (saison 3, épisode 1 - invitée)
- 2011 : The Good Wife : Dana Briglio (saison 2, épisode 22 - invitée)
- 2012 : Person of Interest : Amy (saison 2, épisode 7 - invitée)

## Distinctions

### Nomination
- 2001 : Fangoria Chainsaw Awards : Meilleure actrice dans un second-rôle pour Blair Witch 2 : Le Livre des ombres.